# Deutsch-Japanische Juristenvereinigung
Die Deutsch-Japanische Juristenvereinigung ist ein Verein, dessen Ziel eine gestärkte Zusammenarbeit deutscher und japanischer Juristen sowie die Kenntnisvertiefung der jeweiligen Rechtsordnungen. Der Vorstand wird unterstützt durch ein Kuratorium, dem Vertreter aus Politik, Diplomatie, Wissenschaft und Wirtschaft angehören.

## Gründung
Die Kontakte zwischen Juristen beider Länder sind historisch bedingt. So hatte das deutsche Recht auf die Geschichte des japanischen Rechts seit dem 19. Jahrhundert einen starken Einfluss: unter anderem wurde die deutsche Zivilprozessordnung durch Hermann Techow übersetzt und nahezu unverändert übernommen. Viele juristische Fachbegriffe wurden aus dem Deutschen übernommen.
Die Deutsch-Japanische Juristenvereinigung (DJJV) wurde am 7. Juni 1988 in Hamburg gegründet. Als Gründungspräsident wurde Wilhelm Röhl gewählt, als Vizepräsidenten Morito Seki, Jan Grotheer (seit 2022 Ehrenpräsident), als Generalsekretär Matthias Scheer und als Schatzmeister Christoph R. Kremp. Der Verein ist im Vereinsregister Hamburg eingetragen und als gemeinnützig anerkannt. Der Vereinigung gehören rund 700 Personen, Unternehmen und Institutionen in Deutschland, Japan und weiteren Ländern als Mitglieder an. In Japan hat die DJJV ca. 150 Mitglieder; sie verfügt über ein Büro in Tokio, das die Interesse der DJJV in Japan vertritt.
2022 ist Hironaga Kaneko Präsident, Harald Baum stellvertretender Präsident und u. a. Moritz Bälz Vorstandsmitglied.

## Ziele und Tätigkeiten
Die DJJV ist eine in Deutschland und Japan vertretene überparteiliche Vereinigung, die sich zum Ziel gesetzt hat, das Zusammenwirken deutscher und japanischer Juristen zu stärken und die gegenseitigen Kenntnisse der Rechtsordnungen zu vertiefen, Wissenschaftlern und Praktikern ein Forum zum Gedankenaustausch zu bieten, damit wissenschaftliche Erkenntnisse und praktische Erfahrungen aus beiden Ländern nutzbar gemacht werden können.
Zur Förderung dieser Vorhaben arbeitet die DJJV mit dem BMJV und dem Japanischen Justizministerium sowie dem Obersten Gerichtshof u. a. beim Richteraustausch Deutschland-Japan sowie bei den seit 13 Jahren jährlich stattfindenden Workshops der beiden Ministerien zusammen, mit der Japanischen Botschaft in Berlin sowie mit allen Generalkonsulaten, der Deutschen Botschaft in Tokio sowie mit zahlreichen Universitäten in Japan und Deutschland, mit juristischen Vereinigungen (u. a. DRB, BRAK) und Vereinigungen mit Japanbezug (u. a. JDZB, DAAD, DWIH).
Die DJJV gibt zusammen mit dem Max-Planck-Institut für ausländisches und internationales Privatrecht in Hamburg die Zeitschrift für Japanisches Recht/Journal of Japanese Law heraus, die weltweit die einzige Zeitschrift ist, die regelmäßig in westlichen Sprachen ausführlich über das japanische Recht berichtet.
Von den seit Gründung veranstalteten etwa 80 rechtsvergleichenden Symposien auf allen Rechtsgebieten hat die DJJV ca. 20 in Japan, vorzugsweise in Tokio, veranstaltet, davon mehrere gemeinsam mit dem DAAD.
Sie ist im Beirat der Vereinigung für sozialwissenschaftliche Japanforschung e.V.

## Kuratorium
Zum Kuratorium gehören u. a. Birgit Grundmann (Juristin), Klaus Hardraht (Jurist, Politiker), Klaus Hopt (Wirtschaftsrechtler), Makoto Ida (Rechtswissenschaftler), Takahiro Shin’yo (Diplomat), Johannes Kaspar (Strafrechtswissenschaftler), Peter Meier-Beck (Richter), Lore Maria Peschel-Gutzeit (Juristin) und Karl Riesenhuber (Richter).

## Veranstaltungen
2018 fand das Symposium Patent Litigation in Japan and Germany 2018 im Deutschen Patent- und Markenamt in München sowie an der Universität Konstanz das 8. Trilaterale deutsch-japanisch-koreanische  Seminar „Die Antworten des Rechts auf Krisen in Deutschland, Japan und Korea aus rechtsvergleichender Sicht“, das  Symposium Alternative Dispute Resolution - Mediation in Munich – An Option for Japanese Enterprises in München, ein weiteres u. a. über Künstliche Intelligenz im Max-Planck-Institut für ausländisches und internationales Privatrecht in Hamburg sowie über Internationales Steuerrecht in Tokio und aus Anlass des 30-jährigen Bestehens das Symposium Sicherung des Rechtstaats in Tokio statt.
2019 fanden die  Symposien Fortentwicklung des Verwaltungsrechts in Konstanz, Schuldrechtsmodernisierung aus japanischer Perspektive in Hamburg, LegaTech – Künstliche Intelligenz im Recht und in der Justiz in Tokio und Japan in der Edozeit, Staatsaufbau und Gesellschaftsordnung in München statt.
2021 veranstaltete die Deutsch-Japanische Juristenvereinigung das Symposium Facetten einer Freundschaft anlässlich des 160. Jubiläums des ersten Vertrages zwischen Japan und einem deutschen Staat. Das Symposium begleitete die Ausstellung Sehnsucht Japan. Reiseerinnerungen des Malers Wilhelm Heine im Museum Fünf Kontinente in München im Rahmen der Feierlichkeiten anlässlich der 160-jährigen Freundschaft zwischen Japan und Deutschland.
Ebenfalls 2021 veranstaltete die Deutsch-Japanische Juristenvereinigung gemeinsam mit der Fernuniversität Hagen anlässlich des 30-jährigen Jubiläums ihrer Abteilung für Japanisches Recht am Japanischen Kulturinstitut in Köln  das Symposium Außergerichtliche Streitbeilegung in Deutschland und Japan.
Gemeinsam  u. a. mit der Deutsche Gesellschaft für Asienkunde, dem Japanisch-Deutschen Zentrum Berlin und der  Bundesrechtsanwaltskammer fand 2022 an der Waseda-Universität in Tokyo das Symposium Künstliche Intelligenz im Recht – Chancen und Risiken statt.
Darüber hinaus veranstaltet die DJJV alle zwei Jahre ein patentrechtliches Symposium in München und Tokio sowie Vortragsveranstaltungen.